# Bundestagswahl 2017
- Linke: 69
- SPD: 153
- Grüne: 67
- Union: 246
- FDP: 80
- AfD: 94

- Regierung: 399
- Opposition: 310

Die Wahl zum 19. Deutschen Bundestag fand am 24. September 2017 statt. Die Wahlbeteiligung betrug 76,2 %, etwa 5 Prozentpunkte mehr als 2009 (70,8 %) und 2013 (71,5 %).

Nichtwähleranteile 1949–2025

In den 19. Bundestag wurden aufgrund von Überhangmandaten und Ausgleichsmandaten 709 Kandidaten gewählt, die erstmals (die Wahl 1949 ausgenommen) sechs verschiedene Bundestagsfraktionen bildeten. Da CDU und CSU sich üblicherweise in einer gemeinsamen Fraktion zusammenschließen, aber nach Bundesländern getrennt antreten, kamen erstmals insgesamt sieben Parteien über die 5%-Hürde.
Stärkste Kraft im neuen Bundestag wurden mit einem Anteil von 32,9 % der gültigen Zweitstimmen bei einem Verlust von 8,6 Prozentpunkten erneut die Unionsparteien, die damit jedoch ihr bis dahin schlechtestes Ergebnis seit 1949 erzielten. Die SPD mit Spitzenkandidat Martin Schulz erhielt 20,5 % der Stimmen (minus 5,2 Prozentpunkte); sogar weniger als bei jeder Bundestagswahl zuvor. Die AfD zog erstmals in den Bundestag ein und wurde mit 12,6 % drittstärkste Kraft. Die FDP, 2013 an der 5-Prozent-Hürde gescheitert, kehrte mit 10,7 % in den Bundestag zurück. Linke (9,2 %) und Grüne (8,9 %) gewannen leicht an Stimmen.
Die regierende Große Koalition aus CDU/CSU und SPD erhielt 53,4 % der Stimmen, deutlich weniger als die 67,2 % bei der Bundestagswahl 2013 oder 69,4 % 2005. Mehrwöchige Sondierungsgespräche über eine Koalition aus Union, FDP und Grünen (Jamaika-Koalition) scheiterten, Union und SPD vereinbarten daraufhin (wie bereits nach den Bundestagswahlen 2005 und 2013) eine große Koalition und wählten zum vierten Mal Angela Merkel zur Bundeskanzlerin.

## Wahlrecht und Organisation

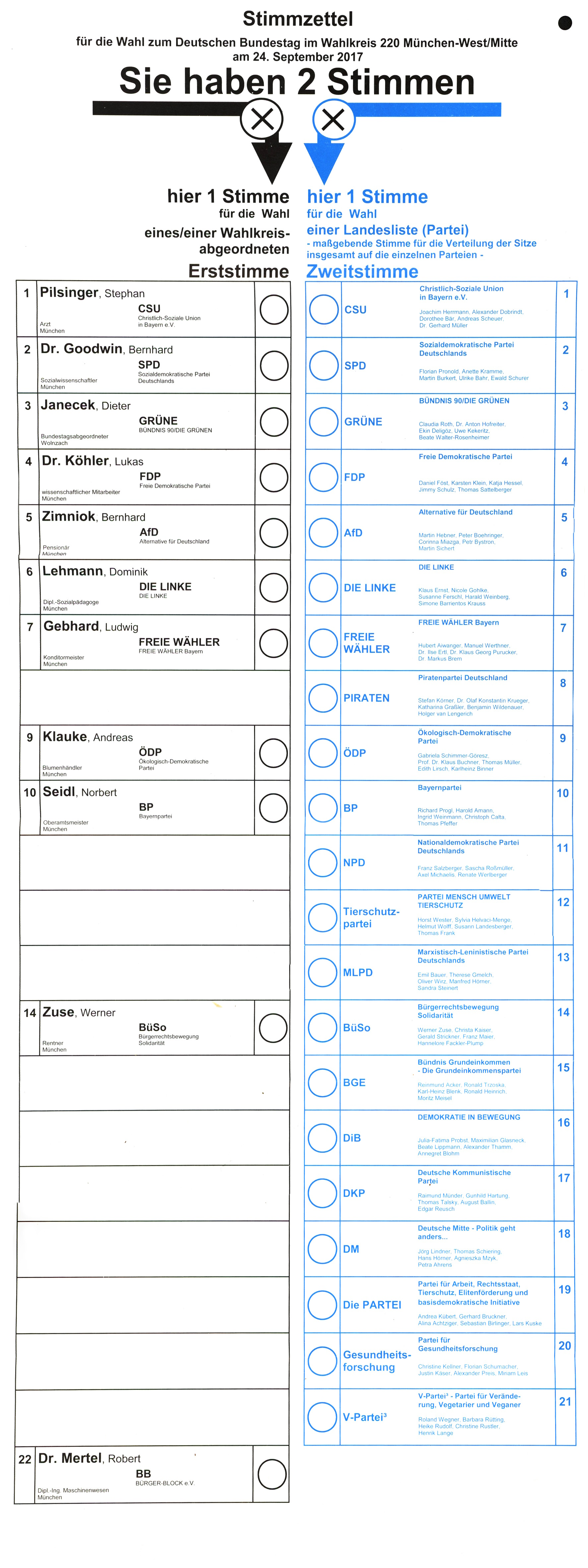
Stimmzettel zur Bundestagswahl im Wahlkreis 220 (München-West/Mitte)

### Termin und organisatorische Veränderungen
Gemäß Artikel 39 des Grundgesetzes fand die Wahl frühestens 46 und spätestens 48 Monate nach dem Zusammentritt des 18. Deutschen Bundestages statt. Der 18. Deutsche Bundestag trat am 22. Oktober 2013 zusammen. Demzufolge hätte die Wahl, die gemäß § 16 Bundeswahlgesetz an einem Sonntag oder Feiertag durchgeführt werden muss, am 27. August, 3., 10., 17., 24. September, 1., 3. (Tag der Deutschen Einheit), 8., 15. oder spätestens am 22. Oktober 2017 stattfinden können. Auf Vorschlag des Bundeskabinetts vom 18. Januar 2017 fertigte Bundespräsident Joachim Gauck am 23. Januar 2017 die Anordnung über den 24. September 2017 als Tag der Bundestagswahl aus, am 26. Januar 2017 wurde sie im Bundesgesetzblatt verkündet (BGBl. I S. 74).
Im März 2017 wurde die Bundeswahlordnung geändert; seitdem ist das Fotografieren und Filmen in der Wahlkabine ausdrücklich verboten (§ 56 Abs. 2 Satz 1 BWO).
Die Briefwahl vor dem eigentlichen Wahltermin war möglich durch persönliche oder schriftliche (teils auch online) Beantragung des Wahlscheins bei der jeweiligen Gemeinde bzw. Bezirk bis zum 22. September 2017.

### Wahlkreiseinteilung
Das Bundesgebiet war 2017 in 299 Wahlkreise eingeteilt (Bundeswahlgesetz (BWG) vom 3. Mai 2016). Für die Bundestagswahl 2017 grenzte der Gesetzgeber basierend auf dem Gebietsstand vom 29. Februar 2016 gegenüber der bisherigen Wahlkreiseinteilung insgesamt 34 Wahlkreise neu ab.

### Wahlberechtigte
Laut dem Bundeswahlleiter waren am Wahltag im Bundesgebiet 61.688.485 Deutsche wahlberechtigt, davon 31,7 Millionen Frauen und 29,8 Millionen Männer. Etwa 3 Millionen von ihnen waren Erstwähler.

## Parteien und Kandidaten
An der Bundestagswahl konnten Parteien mit Landeslisten und Direktkandidaten sowie einzelne Personen als Direktkandidaten teilnehmen. Parteien, die nicht im Bundestag (CDU, SPD, Linke, Grüne und CSU) oder in einem Landesparlament seit deren letzter Wahl aufgrund eigener Wahlvorschläge ununterbrochen mit mindestens fünf Abgeordneten (FDP, AfD, Freie Wähler) vertreten waren, mussten bis zum 19. Juni 2017 (97. Tag vor der Wahl) ihre Beteiligung beim Bundeswahlleiter anzeigen. Dies taten 63 Parteien und politische Vereinigungen. Neben den obigen acht Parteien wurden 40 weitere Vereinigungen als Parteien anerkannt. Landeslisten und Direktkandidaten mussten bis zum 17. Juli 2017 eingereicht werden, wobei Parteien, die nicht im Bundestag oder in einem Landtag mit mindestens fünf Abgeordneten vertreten waren, für ihre Landeslisten und Direktkandidaten Unterstützungsunterschriften vorlegen mussten. Die Landeswahlausschüsse entschieden am 28. Juli 2017 über die Zulassung dieser Wahlvorschläge. Insgesamt wurden Landeslisten von 34 Parteien zur Wahl zugelassen.
Mitglieder folgender acht Parteien traten nur als Wahlkreiskandidaten an:
- Bündnis C – Christen für Deutschland (4 Wahlkreisvorschläge)
- DIE EINHEIT – Die Einheit
- DIE VIOLETTEN – Die Violetten (5 Wahlkreisvorschläge)
- FAMILIE – Familien-Partei Deutschlands (1 Wahlkreisvorschlag)
- DIE FRAUEN – Feministische Partei Die Frauen
- MIETERPARTEI – Mieterpartei
- Neue Liberale – Die Sozialliberalen (3 Wahlkreisvorschläge)
- UNABHÄNGIGE – Unabhängige für bürgernahe Demokratie

Folgende sechs zur Wahl zugelassene Parteien traten nicht an:
- Deutsche Konservative
- Zentrumspartei
- DGP – Die gerade Partei
- REP – Die Republikaner
- JED – Jugend- und Entwicklungspartei Deutschlands
- TPD – Transhumane Partei Deutschlands

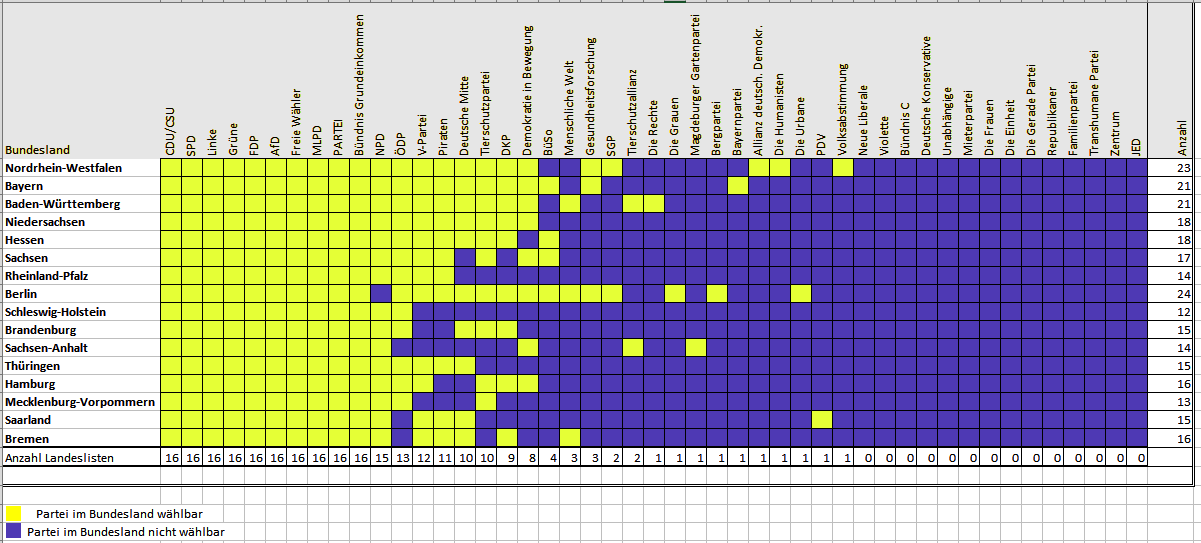
Übersicht über die Parteien, die zur Bundestagswahl 2017 angetreten sind bzw. nicht zugelassen wurden

Die zugelassenen Landeslisten in den einzelnen Ländern in der Reihenfolge auf den Stimmzetteln:
| Baden-Württemberg |
| --- |
| 1. Christlich Demokratische Union Deutschlands (CDU) 2. Sozialdemokratische Partei Deutschlands (SPD) 3. BÜNDNIS 90/DIE GRÜNEN (GRÜNE) 4. Freie Demokratische Partei (FDP) 5. Alternative für Deutschland (AfD) 6. DIE LINKE (DIE LINKE) 7. Piratenpartei Deutschland (PIRATEN) 8. Nationaldemokratische Partei Deutschlands (NPD) 9. PARTEI MENSCH UMWELT TIERSCHUTZ (Tierschutzpartei) 10. FREIE WÄHLER (FREIE WÄHLER) 11. Ökologisch-Demokratische Partei / Familie und Umwelt (ÖDP) 12. Marxistisch-Leninistische Partei Deutschlands (MLPD) 13. Allianz für Menschenrechte, Tier- und Naturschutz (Tierschutzallianz) 14. Bündnis Grundeinkommen. Die Grundeinkommenspartei (BGE) 15. DEMOKRATIE IN BEWEGUNG (DiB) 16. Deutsche Kommunistische Partei (DKP) 17. Deutsche Mitte (DM) 18. Die Rechte (DIE RECHTE) 19. Menschliche Welt – für das Wohl und das Glücklich-Sein aller (MENSCHLICHE WELT) 20. Partei für Arbeit, Rechtsstaat, Tierschutz, Elitenförderung und basisdemokratische Initiative (Die PARTEI) 21. V-Partei³ – Partei für Veränderung, Vegetarier und Veganer (V-Partei³) Die ebenfalls eingereichten Landeslisten der Parteien Allianz Deutscher Demokraten, Die Einheit (DIE EINHEIT) und Die Violetten – für spirituelle Politik (DIE VIOLETTEN) wurden vom Landeswahlausschuss zurückgewiesen. |

| Bayern |
| --- |
| 1. Christlich-Soziale Union in Bayern e. V. (CSU) 2. Sozialdemokratische Partei Deutschlands (SPD) 3. BÜNDNIS 90/DIE GRÜNEN (GRÜNE) 4. Freie Demokratische Partei (FDP) 5. Alternative für Deutschland (AfD) 6. DIE LINKE (DIE LINKE) 7. FREIE WÄHLER Bayern (FREIE WÄHLER) 8. Piratenpartei Deutschland (PIRATEN) 9. Ökologisch-Demokratische Partei (ÖDP) 10. Bayernpartei (BP) 11. Nationaldemokratische Partei Deutschlands (NPD) 12. PARTEI MENSCH UMWELT TIERSCHUTZ (Tierschutzpartei) 13. Marxistisch-Leninistische Partei Deutschlands (MLPD) 14. Bürgerbewegung pro Deutschland (BüSo) 15. Bündnis Grundeinkommen – Die Grundeinkommenspartei (BGE) 16. Demokratie in Bewegung (DiB) 17. Deutsche Kommunistische Partei (DKP) 18. Deutsche Mitte – Politik geht anders… (DM) 19. Partei für Arbeit, Rechtsstaat, Tierschutz, Elitenförderung und basisdemokratische Initiative (Die PARTEI) 20. Partei für Gesundheitsforschung (Gesundheitsforschung) 21. V-Partei³ – Partei für Veränderung, Vegetarier und Veganer (V-Partei³) Die ebenfalls eingereichten Landeslisten der Parteien Die Violetten – für spirituelle Politik (DIE VIOLETTEN) und UNABHÄNGIGE für bürgernahe Demokratie (UNABHÄNGIGE) wurden vom Landeswahlausschuss zurückgewiesen. |

| Berlin |
| --- |
| 1. Christlich Demokratische Union Deutschlands (CDU) 2. Sozialdemokratische Partei Deutschlands (SPD) 3. DIE LINKE (DIE LINKE) 4. BÜNDNIS 90/DIE GRÜNEN (GRÜNE) 5. Alternative für Deutschland (AfD) 6. Piratenpartei Deutschland (PIRATEN) 7. Freie Demokratische Partei (FDP) 8. Partei für Arbeit, Rechtsstaat, Tierschutz, Elitenförderung und basisdemokratische Initiative (Die PARTEI) 9. FREIE WÄHLER (FREIE WÄHLER) 10. Ökologisch-Demokratische Partei (ÖDP) 11. Bürgerrechtsbewegung Solidarität (BüSo) 12. Marxistisch-Leninistische Partei Deutschlands (MLPD) 13. Sozialistische Gleichheitspartei, Vierte Internationale (SGP) 14. bergpartei, die überpartei (B*) 15. Bündnis Grundeinkommen. Die Grundeinkommenspartei (BGE) 16. DEMOKRATIE IN BEWEGUNG (DiB) 17. Deutsche Kommunistische Partei (DKP) 18. Deutsche Mitte – Politik geht anders… (DM) 19. Die Grauen – Für alle Generationen (Die Grauen) 20. Die Urbane. Eine HipHop Partei (du.) 21. Menschliche Welt – für das Wohl und Glücklich-Sein aller (MENSCHLICHE WELT) 22. Partei für Gesundheitsforschung (Gesundheitsforschung) 23. PARTEI MENSCH UMWELT TIERSCHUTZ (Tierschutzpartei) 24. V-Partei³ – Partei für Veränderung, Vegetarier und Veganer (V-Partei³) Die ebenfalls eingereichten Landeslisten der Parteien Nationaldemokratische Partei Deutschlands (NPD) und Die Violetten – für spirituelle Politik (DIE VIOLETTEN) wurden vom Landeswahlausschuss zurückgewiesen. |

| Brandenburg |
| --- |
| 1. Christlich Demokratische Union Deutschlands (CDU) 2. Sozialdemokratische Partei Deutschlands (SPD) 3. DIE LINKE (DIE LINKE) 4. Alternative für Deutschland (AfD) 5. BÜNDNIS 90/DIE GRÜNEN (GRÜNE/B 90) 6. Nationaldemokratische Partei Deutschlands (NPD) 7. Freie Demokratische Partei (FDP) 8. FREIE WÄHLER (FREIE WÄHLER) 9. Marxistisch-Leninistische Partei Deutschlands (MLPD) 10. Bündnis Grundeinkommen (BGE) 11. Deutsche Kommunistische Partei (DKP) 12. Deutsche Mitte (DM) 13. Ökologisch-Demokratische Partei (ÖDP) 14. Partei für Arbeit, Rechtsstaat, Tierschutz, Elitenförderung und basisdemokratische Initiative (Die PARTEI) 15. PARTEI MENSCH UMWELT TIERSCHUTZ (Tierschutzpartei) |

| Bremen |
| --- |
| 1. Sozialdemokratische Partei Deutschlands (SPD) 2. Christlich Demokratische Union Deutschlands (CDU) 3. BÜNDNIS 90/DIE GRÜNEN (GRÜNE) 4. DIE LINKE (DIE LINKE) 5. Alternative für Deutschland (AfD) 6. Freie Demokratische Partei (FDP) 7. Piratenpartei Deutschland (PIRATEN) 8. Nationaldemokratische Partei Deutschlands (NPD) 9. Partei für Arbeit, Rechtsstaat, Tierschutz, Elitenförderung und basisdemokratische Initiative (Die PARTEI) 10. FREIE WÄHLER (FREIE WÄHLER) 11. Marxistisch-Leninistische Partei Deutschlands (MLPD) 12. Bündnis Grundeinkommen (BGE) 13. Deutsche Kommunistische Partei (DKP) 14. Deutsche Mitte (DM) 15. Menschliche Welt; für das Wohl und Glücklich-Sein aller (MENSCHLICHE WELT) 16. V-Partei³ – Partei für Veränderung, Vegetarier und Veganer (V-Partei³) Die Partei „DEMOKRATIE IN BEWEGUNG (DiB)“ reichte ebenfalls eine Landesliste ein, konnte allerdings nicht genügend Unterstützungsunterschriften aufweisen. |

| Hamburg |
| --- |
| 1. Sozialdemokratische Partei Deutschlands (SPD) 2. Christlich Demokratische Union Deutschlands (CDU) 3. Bündnis 90/Die Grünen, Landesverband Hamburg (GRÜNE) 4. Die Linke (DIE LINKE) 5. Freie Demokratische Partei (FDP) 6. Alternative für Deutschland (AfD) 7. Nationaldemokratische Partei Deutschlands (NPD) 8. Partei für Arbeit, Rechtsstaat, Tierschutz, Elitenförderung und basisdemokratische Initiative (Die PARTEI) 9. FREIE WÄHLER (FREIE WÄHLER) 10. Ökologisch-Demokratische Partei (ÖDP) 11. Marxistisch-Leninistische Partei Deutschlands (MLPD) 12. Bündnis Grundeinkommen (BGE) 13. Demokratie in Bewegung (DiB) 14. Deutsche Kommunistische Partei (DKP) 15. PARTEI MENSCH UMWELT TIERSCHUTZ (Tierschutzpartei) 16. V-Partei³ – Partei für Veränderung, Vegetarier und Veganer (V-Partei³) |

| Hessen |
| --- |
| 1. Christlich Demokratische Union Deutschlands (CDU) 2. Sozialdemokratische Partei Deutschlands (SPD) 3. BÜNDNIS 90/DIE GRÜNEN (GRÜNE) 4. DIE LINKE (DIE LINKE) 5. Alternative für Deutschland (AfD) 6. Freie Demokratische Partei (FDP) 7. Piratenpartei Deutschland (PIRATEN) 8. Nationaldemokratische Partei Deutschlands (NPD) 9. FREIE WÄHLER (FREIE WÄHLER) 10. Partei für Arbeit, Rechtsstaat, Tierschutz, Elitenförderung und basisdemokratische Initiative (Die PARTEI) 11. Bürgerrechtsbewegung Solidarität (BüSo) 12. Marxistisch-Leninistische Partei Deutschlands (MLPD) 13. Bündnis Grundeinkommen (BGE) 14. Deutsche Kommunistische Partei (DKP) 15. Deutsche Mitte (DM) 16. Ökologisch-Demokratische Partei (ÖDP) 17. PARTEI MENSCH UMWELT TIERSCHUTZ (Tierschutzpartei) 18. V-Partei³ – Partei für Veränderung, Vegetarier und Veganer (V-Partei³) Die Parteien „Die Violetten – für spirituelle Politik (DIE VIOLETTEN)“ und „Allianz Deutscher Demokraten“ reichten ebenfalls Landeslisten ein. Erstere konnte allerdings nicht die nötigen Unterstützungsunterschriften vorweisen, zweitere nahm ihre Landesliste zurück. |

| Mecklenburg-Vorpommern |
| --- |
| 1. Christlich Demokratische Union Deutschlands (CDU) 2. DIE LINKE (DIE LINKE) 3. Sozialdemokratische Partei Deutschlands (SPD) 4. Alternative für Deutschland (AfD) 5. BÜNDNIS 90/DIE GRÜNEN (GRÜNE) 6. Nationaldemokratische Partei Deutschlands (NPD) 7. Freie Demokratische Partei (FDP) 8. FREIE WÄHLER (FREIE WÄHLER) 9. Marxistisch-Leninistische Partei Deutschlands (MLPD) 10. Bündnis Grundeinkommen; Die Grundeinkommenspartei (BGE) 11. Ökologisch-Demokratische Partei (ÖDP) 12. Partei für Arbeit, Rechtsstaat, Tierschutz, Elitenförderung und basisdemokratische Initiative (Die PARTEI) 13. PARTEI MENSCH UMWELT TIERSCHUTZ (Tierschutzpartei) Die Partei „Deutsche Mitte (DM)“ reichte ebenfalls eine Landesliste ein, konnte allerdings nicht genügend Unterstützungsunterschriften aufweisen. |

| Niedersachsen |
| --- |
| 1. Christlich Demokratische Union Deutschlands in Niedersachsen (CDU) 2. Sozialdemokratische Partei Deutschlands (SPD) 3. BÜNDNIS 90/DIE GRÜNEN (GRÜNE) 4. DIE LINKE. Niedersachsen (DIE LINKE.) 5. Freie Demokratische Partei (FDP) 6. Alternative für Deutschland (AfD) 7. Piratenpartei Deutschland (PIRATEN) 8. Nationaldemokratische Partei Deutschlands (NPD) 9. PARTEI MENSCH UMWELT TIERSCHUTZ (Tierschutzpartei) 10. FREIE WÄHLER Niedersachsen (FREIE WÄHLER) 11. Marxistisch-Leninistische Partei Deutschlands (MLPD) 12. Bündnis Grundeinkommen – Die Grundeinkommenspartei (BGE) 13. DEMOKRATIE IN BEWEGUNG (DiB) 14. Deutsche Kommunistische Partei (DKP) 15. Deutsche Mitte – Politik geht anders… (DM) 16. Ökologisch-Demokratische Partei (ÖDP) 17. Partei für Arbeit, Rechtsstaat, Tierschutz, Elitenförderung und basisdemokratische Initiative (Die PARTEI) 18. V-Partei³ – Partei für Veränderung, Vegetarier und Veganer (V-Partei³) Die ebenfalls eine Landesliste einreichenden Parteien Bündnis C – Christen für Deutschland (Bündnis C), Die Urbane. Eine HipHop Partei – Landesverband Niedersachsen (du. – LV Niedersachsen) und Menschliche Welt – für das Wohl und Glücklich-Sein aller (MENSCHLICHE WELT) waren nicht wahlvorschlagsberechtigt. |

| Nordrhein-Westfalen |
| --- |
| 1. Christlich Demokratische Union Deutschlands (CDU) 2. Sozialdemokratische Partei Deutschlands (SPD) 3. BÜNDNIS 90/DIE GRÜNEN (GRÜNE) 4. DIE LINKE (DIE LINKE) 5. Freie Demokratische Partei (FDP) 6. Alternative für Deutschland (AfD) 7. Piratenpartei Deutschland (PIRATEN) 8. Nationaldemokratische Partei Deutschlands (NPD) 9. Partei für Arbeit, Rechtsstaat, Tierschutz, Elitenförderung und basisdemokratische Initiative (Die PARTEI) 10. FREIE WÄHLER (FREIE WÄHLER) 11. Ab jetzt…Demokratie durch Volksabstimmung (Volksabstimmung) 12. Ökologisch-Demokratische Partei (ÖDP) 13. Marxistisch-Leninistische Partei Deutschlands (MLPD) 14. Sozialistische Gleichheitspartei, Vierte Internationale (SGP) 15. Allianz Deutscher Demokraten 16. Bündnis Grundeinkommen; Die Grundeinkommenspartei (BGE) 17. DEMOKRATIE IN BEWEGUNG (DiB) 18. Deutsche Kommunistische Partei (DKP) 19. Deutsche Mitte (DM) 20. Partei der Humanisten (Die Humanisten) 21. Partei für Gesundheitsforschung (Gesundheitsforschung) 22. PARTEI MENSCH UMWELT TIERSCHUTZ (Tierschutzpartei) 23. V-Partei³ – Partei für Veränderung, Vegetarier und Veganer (V-Partei³) Die ebenfalls eine Landesliste einreichenden Parteien Hier und jetzt – Die Zukunft (HJZ), DIE EINHEIT (DIE EINHEIT), Bündnis C – Christen für Deutschland (Bündnis C) und Plattdüütsch Sassenland (PS) sind nicht wahlvorschlagsberechtigt. |

| Rheinland-Pfalz |
| --- |
| 1. Christlich Demokratische Union Deutschlands (CDU) 2. Sozialdemokratische Partei Deutschlands (SPD) 3. BÜNDNIS 90/DIE GRÜNEN (GRÜNE) 4. Freie Demokratische Partei (FDP) 5. DIE LINKE (DIE LINKE) 6. Alternative für Deutschland (AfD) 7. Piratenpartei Deutschland (PIRATEN) 8. FREIE WÄHLER (FREIE WÄHLER) 9. Nationaldemokratische Partei Deutschlands (NPD) 10. Ökologisch-Demokratische Partei (ÖDP) 11. Marxistisch-Leninistische Partei Deutschlands (MLPD) 12. Bündnis Grundeinkommen – Die Grundeinkommenspartei (BGE) 13. Partei für Arbeit, Rechtsstaat, Tierschutz, Elitenförderung und basisdemokratische Initiative (Die PARTEI) 14. V-Partei³ – Partei für Veränderung, Vegetarier und Veganer (V-Partei³) Die ebenfalls eingereichten Landeslisten der Parteien Bündnis C – Christen für Deutschland (Bündnis C), DEMOKRATIE IN BEWEGUNG (DiB), DIE EINHEIT (DIE EINHEIT) und PARTEI MENSCH UMWELT TIERSCHUTZ (Tierschutzpartei) wurden vom Landeswahlausschuss zurückgewiesen. |

| Saarland |
| --- |
| 1. Christlich Demokratische Union Deutschlands (CDU) 2. Sozialdemokratische Partei Deutschlands (SPD) 3. DIE LINKE (DIE LINKE) 4. BÜNDNIS 90/DIE GRÜNEN (GRÜNE) 5. Alternative für Deutschland (AfD) 6. Freie Demokratische Partei (FDP) 7. Piratenpartei Deutschland (PIRATEN) 8. Nationaldemokratische Partei Deutschlands (NPD) 9. FREIE WÄHLER (FREIE WÄHLER) 10. Marxistisch-Leninistische Partei Deutschlands (MLPD) 11. Bündnis Grundeinkommen – Die Grundeinkommenspartei (BGE) 12. Deutsche Mitte – Politik geht anders… (DM) 13. Partei der Vernunft (PDV) 14. Partei für Arbeit, Rechtsstaat, Tierschutz, Elitenförderung und basisdemokratische Initiative (Die PARTEI) 15. V-Partei³ – Partei für Veränderung, Vegetarier und Veganer (V-Partei³) |

| Sachsen |
| --- |
| 1. Christlich Demokratische Union Deutschlands (CDU) 2. DIE LINKE (DIE LINKE) 3. Sozialdemokratische Partei Deutschlands (SPD) 4. Alternative für Deutschland (AfD) 5. BÜNDNIS 90/DIE GRÜNEN (GRÜNE) 6. Nationaldemokratische Partei Deutschlands (NPD) 7. Freie Demokratische Partei (FDP) 8. Piratenpartei Deutschland (PIRATEN) 9. FREIE WÄHLER (FREIE WÄHLER) 10. Bürgerrechtsbewegung Solidarität (BüSo) 11. Marxistisch-Leninistische Partei Deutschlands (MLPD) 12. Bündnis Grundeinkommen – Die Grundeinkommenspartei (BGE) 13. Demokratie in Bewegung (DiB) 14. Ökologisch-Demokratische Partei (ÖDP) 15. Partei für Arbeit, Rechtsstaat, Tierschutz, Elitenförderung und basisdemokratische Initiative (Die PARTEI) 16. PARTEI MENSCH UMWELT TIERSCHUTZ (Tierschutzpartei) 17. V-Partei³ – Partei für Veränderung, Vegetarier und Veganer (V-Partei³) Die ebenfalls eingereichten Landeslisten der Parteien Deutsche Kommunistischen Partei (DKP) und Partei Deutsche Mitte (DM) wurden vom Landeswahlausschuss zurückgewiesen. |

| Sachsen-Anhalt |
| --- |
| 1. Christlich Demokratische Union Deutschlands (CDU) 2. DIE LINKE (DIE LINKE) 3. Sozialdemokratische Partei Deutschlands (SPD) 4. Alternative für Deutschland (AfD) 5. BÜNDNIS 90/DIE GRÜNEN (GRÜNE) 6. Freie Demokratische Partei (FDP) 7. Nationaldemokratische Partei Deutschlands (NPD) 8. FREIE WÄHLER (FREIE WÄHLER) 9. Marxistisch-Leninistische Partei Deutschlands (MLPD) 10. Allianz für Menschenrechte, Tier- und Naturschutz (Tierschutzallianz) 11. Bündnis Grundeinkommen (BGE) 12. DEMOKRATIE IN BEWEGUNG (DiB) 13. Magdeburger Gartenpartei (MG) 14. Partei für Arbeit, Rechtsstaat, Tierschutz, Elitenförderung und basisdemokratische Initiative (Die PARTEI) Die ebenfalls eingereichten Landeslisten der Parteien Liberal-Konservative Reformer (LKR), PARTEI MENSCH UMWELT TIERSCHUTZ (Tierschutzpartei) und Partei Deutsche Mitte (DM) wurden vom Landeswahlausschuss zurückgewiesen. |

| Schleswig-Holstein |
| --- |
| 1. Christlich Demokratische Union Deutschlands (CDU) 2. Sozialdemokratische Partei Deutschlands (SPD) 3. BÜNDNIS 90/DIE GRÜNEN (GRÜNE) 4. Freie Demokratische Partei (FDP) 5. DIE LINKE (DIE LINKE) 6. Alternative für Deutschland (AfD) 7. Nationaldemokratische Partei Deutschlands (NPD) 8. Marxistisch-Leninistische Partei Deutschlands (MLPD) 9. FREIE WÄHLER (FREIE WÄHLER) 10. Bündnis Grundeinkommen (BGE) 11. Ökologisch-Demokratische Partei (ÖDP) 12. Partei für Arbeit, Rechtsstaat, Tierschutz, Elitenförderung und basisdemokratische Initiative (Die PARTEI) Die ebenfalls eingereichten Landeslisten der Parteien Piratenpartei Deutschland (PIRATEN), Demokratie in Bewegung (DiB) und V-Partei³ – Partei für Veränderung, Vegetarier und Veganer (V-Partei³) wurden vom Landeswahlausschuss zurückgewiesen. |

| Thüringen |
| --- |
| 1. Christlich Demokratische Union Deutschlands (CDU) 2. DIE LINKE (DIE LINKE) 3. Sozialdemokratische Partei Deutschlands (SPD) 4. Alternative für Deutschland (AfD) 5. BÜNDNIS 90/DIE GRÜNEN (GRÜNE) 6. Nationaldemokratische Partei Deutschland (NPD) 7. Freie Demokratische Partei (FDP) 8. Piratenpartei Deutschland (PIRATEN) 9. FREIE WÄHLER in Thüringen (FREIE WÄHLER) 10. Ökologisch-Demokratische Partei / Familie, Gerechtigkeit, Umwelt (ÖDP / Familie. .) 11. Marxistisch-Leninistische Partei Deutschlands (MLPD) 12. Bündnis Grundeinkommen Die Grundeinkommenspartei (BGE) 13. Deutsche Mitte Politik geht anders… (DM) 14. Partei für Arbeit, Rechtsstaat, Tierschutz, Elitenförderung und basisdemokratische Initiative (Die PARTEI) 15. V-Partei³ – Partei der Veränderung, Vegetarier und Veganer (V-Partei³) Die „PARTEI MENSCH UMWELT TIERSCHUTZ (Tierschutzpartei)“ und die „Deutsche Kommunistische Partei (DKP)“ reichten ebenfalls Landeslisten ein, welche aber nicht genug Unterstützungsunterschriften vorweisen konnten. Die „Kommunistische Partei Deutschlands (KPD)“, welche ebenfalls seine Landesliste einreichte, war schon zuvor vom Bundeswahlausschuss nicht als Partei für die Bundestagswahl 2017 anerkannt worden. |

### Spitzenkandidaten und Listenführer
Die Parteien benennen traditionell ihre „Spitzenkandidaten“, die sie im Bundestagswahlkampf politisch anführen. Die beiden größten Parteien (auf Bundesebene CDU/CSU und SPD) nennen den Spitzenkandidaten fast immer „Kanzlerkandidaten“, die jeweils mit dem Ziel antreten, Kanzler der Bundesrepublik Deutschland zu werden. Die Begriffe „Kanzlerkandidat“ oder „Spitzenkandidat“ sind im Wahlrecht nicht verankert. Der Bundeskanzler wird nicht direkt, sondern durch die Mitglieder des Deutschen Bundestags gewählt. Auf Bundesebene hat die Nominierung von Spitzen- oder Kanzlerkandidaten hohe politische Bedeutung. In den einzelnen Bundesländern werden die Listenführer der Landesliste einer Partei ebenfalls häufig als Spitzenkandidaten bezeichnet.

#### In Umfragen regelmäßig genannte Parteien
| CDU/CSU       | SPD           | Die Linke                             | Bündnis 90 / Die Grünen               | FDP               | AfD                                |
| ------------- | ------------- | ------------------------------------- | ------------------------------------- | ----------------- | ---------------------------------- |
|               |               |                                       |                                       |                   |                                    |
| Angela Merkel | Martin Schulz | Dietmar Bartsch und Sahra Wagenknecht | Katrin Göring-Eckardt und Cem Özdemir | Christian Lindner | Alexander Gauland und Alice Weidel |

##### CDU/CSU
Die seit 2005 amtierende Bundeskanzlerin Angela Merkel gab am 20. November 2016 bekannt, dass sie 2017 für eine vierte Amtszeit kandidieren wolle. Ende Januar 2017 stellte der CSU-Parteivorsitzende Horst Seehofer klar, dass Merkel gemeinsame Kanzlerkandidatin der CDU und der CSU werde.
| Land               | Listenführer         |                        | Land             | Listenführer |
| ------------------ | -------------------- | ---------------------- | ---------------- | ------------ |
| Baden-Württemberg  | Wolfgang Schäuble    | Bayern (CSU)           | Joachim Herrmann |              |
| Berlin             | Monika Grütters      | Brandenburg            | Michael Stübgen  |              |
| Bremen             | Elisabeth Motschmann | Hamburg                | Marcus Weinberg  |              |
| Hessen             | Helge Braun          | Mecklenburg-Vorpommern | Angela Merkel    |              |
| Niedersachsen      | Ursula von der Leyen | Nordrhein-Westfalen    | Hermann Gröhe    |              |
| Rheinland-Pfalz    | Patrick Schnieder    | Saarland               | Peter Altmaier   |              |
| Sachsen            | Thomas de Maizière   | Sachsen-Anhalt         | Heike Brehmer    |              |
| Schleswig-Holstein | Johann Wadephul      | Thüringen              | Manfred Grund    |              |

##### SPD
Der damalige SPD-Parteivorsitzende Sigmar Gabriel gab am 24. Januar 2017 bekannt, dass er zugunsten von Martin Schulz auf die Kanzlerkandidatur und den Parteivorsitz verzichten werde. Schulz wurde am 29. Januar vom Parteivorstand als Kanzlerkandidat nominiert und am 19. März 2017 auf einem außerordentlichen Bundesparteitag mit 100 % der gültigen Stimmen zum Parteivorsitzenden und einstimmig zum Kanzlerkandidaten der SPD gewählt.
| Land               | Listenführer     |                        | Land              | Listenführer |
| ------------------ | ---------------- | ---------------------- | ----------------- | ------------ |
| Baden-Württemberg  | Leni Breymaier   | Bayern                 | Florian Pronold   |              |
| Berlin             | Eva Högl         | Brandenburg            | Dagmar Ziegler    |              |
| Bremen             | Sarah Ryglewski  | Hamburg                | Aydan Özoğuz      |              |
| Hessen             | Michael Roth     | Mecklenburg-Vorpommern | Sonja Steffen     |              |
| Niedersachsen      | Thomas Oppermann | Nordrhein-Westfalen    | Martin Schulz     |              |
| Rheinland-Pfalz    | Andrea Nahles    | Saarland               | Heiko Maas        |              |
| Sachsen            | Daniela Kolbe    | Sachsen-Anhalt         | Burkhard Lischka  |              |
| Schleswig-Holstein | Bettina Hagedorn | Thüringen              | Carsten Schneider |              |

##### Die Linke
Im Dezember 2016 wählte der Parteivorstand der Linken die Fraktionsvorsitzenden Sahra Wagenknecht und Dietmar Bartsch zu ihren Spitzenkandidaten für die Bundestagswahl. Darüber hinaus gab der Parteivorstand bekannt, dass im Falle möglicher Koalitionsverhandlungen die Parteiführung, d. h. Katja Kipping und Bernd Riexinger, über deren Durchführung entscheidet.
| Land               | Listenführer     |                        | Land              | Listenführer |
| ------------------ | ---------------- | ---------------------- | ----------------- | ------------ |
| Baden-Württemberg  | Bernd Riexinger  | Bayern                 | Klaus Ernst       |              |
| Berlin             | Petra Pau        | Brandenburg            | Kirsten Tackmann  |              |
| Bremen             | Doris Achelwilm  | Hamburg                | Fabio De Masi     |              |
| Hessen             | Sabine Leidig    | Mecklenburg-Vorpommern | Dietmar Bartsch   |              |
| Niedersachsen      | Pia Zimmermann   | Nordrhein-Westfalen    | Sahra Wagenknecht |              |
| Rheinland-Pfalz    | Alexander Ulrich | Saarland               | Thomas Lutze      |              |
| Sachsen            | Katja Kipping    | Sachsen-Anhalt         | Petra Sitte       |              |
| Schleswig-Holstein | Cornelia Möhring | Thüringen              | Martina Renner    |              |

##### Bündnis 90/Die Grünen
Bei einer Ur- und Briefwahl des Spitzenduos standen vier Kandidaten zur Wahl. 58,96 % der ca. 60.000 Parteimitglieder beteiligten sich. Das Ergebnis wurde am 18. Januar 2017 bekannt gegeben: Auf den für Frauen reservierten Platz gab es mit Katrin Göring-Eckardt nur eine Anwärterin, sie erhielt 70,63 % der Stimmen. Auf Cem Özdemir entfielen 35,96 % der Stimmen und damit 75 Stimmen mehr als auf Robert Habeck mit 35,74 %. Anton Hofreiter konnte 26,19 % für sich gewinnen. Özdemir kam auf Listenplatz zwei in Baden-Württemberg, für den ersten Platz war eine Frau vorgesehen.
| Land               | Listenführer            |                        | Land                  | Listenführer |
| ------------------ | ----------------------- | ---------------------- | --------------------- | ------------ |
| Baden-Württemberg  | Kerstin Andreae         | Bayern                 | Claudia Roth          |              |
| Berlin             | Lisa Paus               | Brandenburg            | Annalena Baerbock     |              |
| Bremen             | Kirsten Kappert-Gonther | Hamburg                | Anja Hajduk           |              |
| Hessen             | Daniela Wagner          | Mecklenburg-Vorpommern | Claudia Müller        |              |
| Niedersachsen      | Julia Verlinden         | Nordrhein-Westfalen    | Britta Haßelmann      |              |
| Rheinland-Pfalz    | Tabea Rößner            | Saarland               | Markus Tressel        |              |
| Sachsen            | Monika Lazar            | Sachsen-Anhalt         | Steffi Lemke          |              |
| Schleswig-Holstein | Luise Amtsberg          | Thüringen              | Katrin Göring-Eckardt |              |

##### FDP
Im November 2016 wurde der Parteivorsitzende Christian Lindner zum Spitzenkandidaten für die Landtagswahl in Nordrhein-Westfalen 2017 sowie für die Bundestagswahl gewählt.
| Land               | Listenführer     |                        | Land              | Listenführer |
| ------------------ | ---------------- | ---------------------- | ----------------- | ------------ |
| Baden-Württemberg  | Michael Theurer  | Bayern                 | Daniel Föst       |              |
| Berlin             | Christoph Meyer  | Brandenburg            | Linda Teuteberg   |              |
| Bremen             | Lencke Steiner   | Hamburg                | Katja Suding      |              |
| Hessen             | Nicola Beer      | Mecklenburg-Vorpommern | Hagen Reinhold    |              |
| Niedersachsen      | Christian Dürr   | Nordrhein-Westfalen    | Christian Lindner |              |
| Rheinland-Pfalz    | Manuel Höferlin  | Saarland               | Oliver Luksic     |              |
| Sachsen            | Torsten Herbst   | Sachsen-Anhalt         | Frank Sitta       |              |
| Schleswig-Holstein | Wolfgang Kubicki | Thüringen              | Thomas Kemmerich  |              |

##### AfD
Der Bundesvorstand der AfD beschloss im November 2016, mit einer „Spitzenmannschaft“ statt eines Spitzenkandidaten in die Wahl zu gehen. Darüber wurde am 23. April 2017 auf dem Kölner Bundesparteitag entschieden. 67,7 % der Delegierten stimmten für den Vorschlag, Alexander Gauland und Alice Weidel als Spitzenkandidaten zu nominieren.
| Land               | Listenführer          |                        | Land              | Listenführer |
| ------------------ | --------------------- | ---------------------- | ----------------- | ------------ |
| Baden-Württemberg  | Alice Weidel          | Bayern                 | Martin Hebner     |              |
| Berlin             | Beatrix von Storch    | Brandenburg            | Alexander Gauland |              |
| Bremen             | Frank Magnitz         | Hamburg                | Bernd Baumann     |              |
| Hessen             | Mariana Harder-Kühnel | Mecklenburg-Vorpommern | Leif-Erik Holm    |              |
| Niedersachsen      | Armin-Paul Hampel     | Nordrhein-Westfalen    | Martin Renner     |              |
| Rheinland-Pfalz    | Sebastian Münzenmaier | Saarland               | Christian Wirth   |              |
| Sachsen            | Frauke Petry          | Sachsen-Anhalt         | Martin Reichardt  |              |
| Schleswig-Holstein | Bruno Hollnagel       | Thüringen              | Stephan Brandner  |              |

#### Andere Parteien
- Die Partei Mensch Umwelt Tierschutz stellte keine bundesweiten Spitzenkandidaten auf, da sie sich vor allem für ihre politischen Grundsatzforderungen wählbar machen wollte.[22]
- Bündnis Grundeinkommen (BGE) – Die Grundeinkommenspartei trat ohne Direktkandidaten mit Landeslisten für die Zweitstimme an.[23]
- Die ÖDP stellte keinen bundesweiten Spitzenkandidaten auf, aber Listenführer für die Landeslisten.
- Kanzlerkandidat für Die PARTEI war Serdar Somuncu.[24]
- Spitzenkandidaten der Piratenpartei waren Anja Hirschel, Sebastian Alscher und René Pickhardt.[25]
- Für die Partei der Humanisten trat Philipp Schaub als Spitzenkandidat an.[26]
- Spitzenkandidat für die Bayernpartei war Richard Progl aus München.

### Wahlprogramme

#### In Umfragen regelmäßig genannte Parteien

##### CDU/CSU
Das gemeinsame Wahlprogramm von CDU und CSU wurde am 3. Juli 2017 beschlossen. Ein Programmentwurf wurde an demselben Tage veröffentlicht.

##### SPD
Die Delegierten des Parteitags in Dortmund beschlossen am 25. Juni 2017 das Wahlprogramm mit dem Titel „Es ist Zeit für mehr Gerechtigkeit“.

##### Die Linke
Das Wahlprogramm wurde vom 9. bis 11. Juni 2017 auf dem Parteitag in Hannover verabschiedet.

##### Bündnis 90/Die Grünen
Über das Wahlprogramm wurde vom 16. bis 18. Juni 2017 auf einem Programmparteitag in Berlin entschieden. Die Veröffentlichung des finalen Programmtextes fand am 26. Juni 2017 statt.

##### FDP
Das Wahlprogramm wurde am 30. April 2017 auf dem Bundesparteitag in Berlin beschlossen.

##### AfD
Das Wahlprogramm wurde am 23. April 2017 auf dem Bundesparteitag in Köln beschlossen.

#### Andere Parteien
Die Bundesvereinigung der Freien Wähler entstand aus dem Bundesverband Freie Wähler Deutschland heraus, in dem kommunale Wählergemeinschaften zusammengeschlossen sind, und ist mit diesem eng personell verzahnt.
Die Partei für Arbeit, Rechtsstaat, Tierschutz, Elitenförderung und basisdemokratische Initiative (Apronym: PARTEI) ist eine 2004 von Redakteuren des Satiremagazins Titanic gegründete deutsche politische Partei mit satirischem Charakter.
Die Partei Mensch Umwelt Tierschutz trat unter dem Titel „Ehrliche Politik für alle – Alternativen zur Alternativlosigkeit“ zur Bundestagswahl an.
Die Piratenpartei Deutschland hat Ende Juni ihr Wahlprogramm veröffentlicht.
Das bundespolitische Programm der ÖDP wurde am 12. März 2017 auf dem Bundesparteitag in Frankfurt beschlossen und stand unter dem Leitmotto „Mensch vor Profit“.
Das Bündnis Grundeinkommen setzt sich für die Einführung des Bedingungslosen Grundeinkommens ein.
Wahlkampf-Forderungen der DiB zur Bundestagswahl wurden auf dem 2. Bundesparteitag am 27. August 2017 in Köln verabschiedet.
Die Partei für Gesundheitsforschung trat erstmals zur Bundestagswahl an. Sie fordert zielgerichtete Investitionen in die Forschung und Entwicklung von Kausaltherapien gegen altersbedingte Krankheiten.
Die erst 2017 gegründete Partei Die Grauen – Für alle Generationen unterstrich in ihrem Wahlprogramm 2017 die Gefahr der Altersarmut und forderte politische Aufmerksamkeit für Familien.
Die Partei der Humanisten trat bei der Bundestagswahl 2017 zum ersten Mal zur Wahl an und fordert in ihrem Grundsatzprogramm eine humanistische Politik mit den Schwerpunkten Bildung, Forschung, Säkularisierung und Selbstbestimmung. Darüber hinaus will die Partei ein stärkeres Europaparlament.

### Koalitionsaussagen
Sowohl Vertreter der CDU als auch der SPD sprachen sich zu Beginn des Wahljahres gegen eine Fortführung der Großen Koalition nach der Bundestagswahl aus. Der CDU-Politiker und parlamentarische Staatssekretär im Bundesfinanzministerium, Jens Spahn, sagte, eine Große Koalition werde nicht angestrebt. Auch der SPD-Fraktionsvorsitzende Thomas Oppermann lehnte dies Ende Januar 2017 ab. Die damalige SPD-Generalsekretärin Katarina Barley sagte, niemand in der SPD wolle die Fortführung der Großen Koalition. Eine Koalition mit der AfD lehnten alle in der 18. Legislaturperiode im Bundestag vertretenen Parteien und die FDP ab.

## Ausgangslage
Bei der Bundestagswahl 2013 blieb die FDP unter der Sperrklausel von 5 % und war damit im 18. Deutschen Bundestag nicht vertreten. Damit verlor die bisherige Regierungskoalition aus CDU, CSU und FDP ihre Bundestagsmehrheit. Die absolute Mehrheit der Bundestagssitze verpassten die Unionsparteien trotz starker Zugewinne um fünf Sitze. Die SPD legte leicht zu, verfehlte jedoch das Ziel einer rot-grünen Mehrheit deutlich. Bündnis 90/Die Grünen verlor Stimmen ebenso wie Die Linke, die allerdings erstmals die drittstärkste Fraktion im Bundestag bildete.
Die im Februar 2013 gegründete Alternative für Deutschland verfehlte mit 4,7 % den Einzug in den 18. Bundestag. Die Piratenpartei Deutschland verpasste ihn mit 2,2 %. Insgesamt fanden damit 2013 durch die Fünf-Prozent-Hürde in Deutschland 15,8 % der abgegebenen Wählerstimmen keine parlamentarische Berücksichtigung.
CDU, CSU und SPD einigten sich in der Folge auf eine große Koalition unter Kanzlerin Merkel. Das Kabinett Merkel III wurde am 17. Dezember 2013 vereidigt.

## Umfragen und Prognosen
Bei dieser Bundestagswahl gab es erstmals im größeren Ausmaß journalistische und wissenschaftliche Angebote, die aus den aggregierten Umfragedaten und verschiedenen Rahmendaten Prognosen über den Wahlausgang auf statistischer Grundlage erstellten – nach dem Vorbild des Datenjournalismus in den Vereinigten Staaten, der insbesondere durch Nate Silver seit der Präsidentschaftswahl 2008 populär geworden ist.

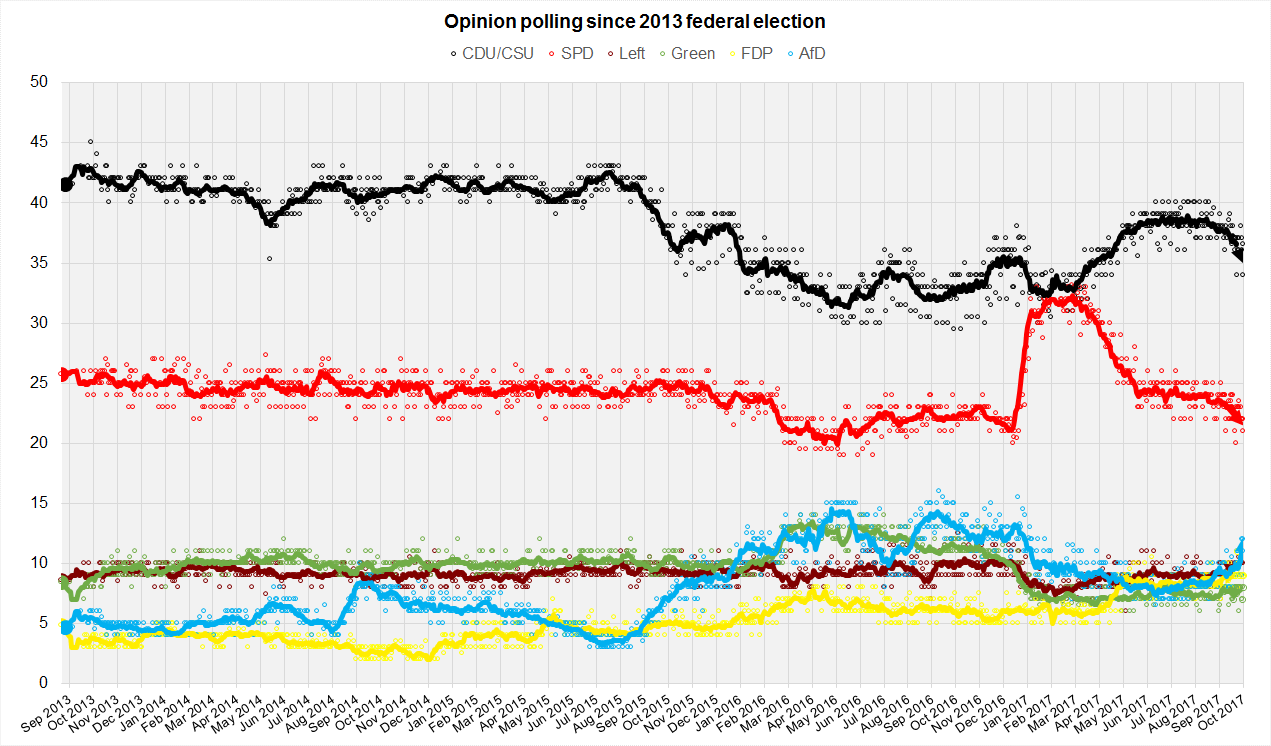
Ergebnisse aus Umfragen der Institute (A)llensbach, (E)MNID, (F)ORSA, Forschungsgruppe (W)ahlen, (G)MS, Infratest (D)imap, (I)NSA und IPSO(S) zwischen dem 27. September 2013 und dem 21. September 2017.
Farben: CDU/CSU, SPD, Linke, Grüne, FDP, AfD, Piraten, FW. Startpunkte: Wahlergebnis bei der Bundestagswahl 2013. Endpunkte: Wahlergebnis bei der Bundestagswahl 2017.

### Nach der Bundestagswahl 2013–2014
Nach der Bildung einer Regierungskoalition aus CDU, CSU und SPD nach der Bundestagswahl 2013 wiesen die Umfragen bis zum Ende des Jahres 2014 kaum Veränderungen in der politischen Stimmung auf. So lagen Union, SPD, Linke und Grüne weitestgehend dicht an ihren Bundestagswahlergebnissen. Mit Werten um 5 % galt dies auch für die nicht im Bundestag vertretenen Parteien FDP und AfD, wobei die AfD im Gegensatz zur FDP regelmäßig über der Fünf-Prozent-Marke lag.
Im August bzw. September 2014 fanden in Ostdeutschland drei Landtagswahlen innerhalb von zwei Wochen statt, wonach die FDP die Landesparlamente in Sachsen, Brandenburg und Thüringen verlassen musste, während die AfD in alle drei Parlamente einzog. Bei einer kurz nach den Landtagswahlen veröffentlichten Umfrage von Forsa wurde die AfD erstmals mit einem zweistelligen Wert (10 %) ausgewiesen, während die FDP bei 2 % stand. Alle anderen Parteien bewegten sich weiterhin in etwa auf dem Niveau der Bundestagswahl 2013. Am 14. November 2014 gab die Forschungsgruppe Wahlen zum ersten Mal in der Geschichte der Meinungsforschung zur politischen Stimmung keinen Wert für die FDP an, sondern führte sie unter den sonstigen Parteien; auch von Infratest dimap wurde die FDP am 19. Dezember 2014 erstmals unter „Sonstige“ erfasst. Ab Januar 2015 gaben beide Institute wieder die Umfragezahlen der FDP an.

### 2015
In der ersten Jahreshälfte 2015 ergaben sich weiterhin nur marginale Änderungen der Parteienwerte. Die Unionsparteien wurden selten unter 40 % ausgewiesen, SPD und Linke bewegten sich weiterhin stabil auf, die Grünen leicht über dem Niveau der Bundestagswahl von 2013. Im Gegensatz zum Jahr 2014 hatten die Bürgerschaftswahlen in Bremen und Hamburg keinen Einfluss auf den Bundestrend. Wegen innerparteilicher Konflikte sanken die Umfragewerte der AfD wieder, während die FDP leicht aufholte; beide bewegten sich zwischen 4 % und 5 %.
Durch die Flüchtlingskrise veränderte sich im Herbst 2015 das politische Klima in Deutschland und die Umfragewerte stark. Die Union verlor an Zustimmung in den Umfragen, während die AfD zulegen und die Fünf-Prozent-Hürde deutlich überschreiten konnte.

### 2016
Trotz deutlicher Verluste blieb die Union im Gesamtjahr mit 32 bis 35 Prozent klar stärkste Kraft im Bundestrend. Im Jahresverlauf wurden erste stärkere Verluste bei der SPD verzeichnet, die nur noch zwischen 20 und 23 Prozent gesehen wurde. Die Grünen konnten deutlich zulegen und wurden konstant zweistellig ausgewiesen, womit die Partei an dritter oder vierter Stelle stand, in etwa gleichauf mit der AfD, die bei 12 bis 15 Prozent lag und erneut erstmals in Landesparlamente einziehen konnte, mit teils rekordverdächtigen Ergebnissen. Die Linke zeigte sich in den Umfragen schwankungsresistent und lag in einem Korridor von 8 bis 10 Prozent. Die FDP lag seit Februar 2016 ausnahmslos über der Fünf-Prozent-Hürde.

### 2017
Nachdem CDU-Chefin Angela Merkel Ende 2016 erklärte, erneut für das Amt der Bundeskanzlerin zu kandidieren, erholte sich die Union in der Folge leicht von ihrem Umfragetief. Nach der Nominierung von Martin Schulz zum Kanzlerkandidaten Ende Januar 2017 legte die SPD in bundesweiten Umfragen um viele Prozentpunkte zu, während die Union ihre Gewinne wieder abgab. Im Februar und März gelang es der SPD, mit der Union in mehreren Umfragen gleichzuziehen und zum Teil sogar zu überflügeln. Dies war zuletzt im Sommer 2010 der Fall gewesen. Beide Parteien lagen zu dieser Zeit bei 30 bis 33 Prozent. Die Frage, ob Merkel oder Schulz die Wahl gewinnt, galt als völlig offen. Neben CDU/CSU verloren nach der Schulz-Nominierung auch Linke, Grüne und AfD mehrere Prozentpunkte, einzig die FDP hielt sich in den Umfragen stabil. Seit diesem Zeitpunkt war bis zur Wahl kein klarer Drittplatzierter mehr auszumachen, so dass in den folgenden Monaten alle vier Parteien häufig in den Umfragen gleichauf lagen. Alle lagen in einem Korridor von ca. 7 bis 11 Prozent.
Trotz des positiven Bundestrends verlor die SPD bei den Landtagswahlen 2017 im März im Saarland und im Mai in Schleswig-Holstein teils deutlich gegen die CDU, womit auch der erste Verlust eines Ministerpräsidentenamtes durch die SPD während der 12-jährigen Amtszeit Angela Merkels verbunden war. In der Folge erholten sich die Unionsparteien in deutschlandweiten Umfragen, während die SPD wieder deutlich an Wählergunst einbüßte. Nach der Wahlniederlage der SPD um Ministerpräsidentin Hannelore Kraft bei der Landtagswahl in Nordrhein-Westfalen im Mai 2017 setzte sich die Union im Bund noch deutlicher von den Sozialdemokraten ab und konnte im Sommer 2017 bis zu 40 % erreichen, während die SPD unter das Bundestagswahlergebnis 2013 rutschte und nur noch bei etwa 20–25 Prozent lag. Nach ihren deutlichen Zugewinnen bei den Landtagswahlen in Schleswig-Holstein und Nordrhein-Westfalen war die FDP im Mai 2017 erstmals seit Frühjahr 2010 in einer Umfrage zweistellig; die Frage, ob sie wieder in den Bundestag einziehen würde, galt seitdem als geklärt.
Wenige Tage vor der Wahl wurde die Union institutsübergreifend mit 34–37 Prozent als klar stärkste Kraft gesehen. Ebenfalls einig waren sich die Demoskopen darin, dass die SPD mit 20–23 Prozent die zweitstärkste Partei werden würde. Auch im Rennen um den dritten Platz gingen die Wahlforscher übereinstimmend von einem relativ engen Ausgang zwischen AfD (10–13 %), FDP (9–10,5 %) und Linken (8,5–11 %) aus. Den Grünen (7–8 %) wurde Platz sechs prognostiziert.
Was mögliche Koalitionsoptionen betraf, waren eine Fortsetzung der Großen Koalition und eine Jamaika-Koalition die einzigen Optionen mit einer sicheren Mehrheit. Dass Schwarz-Gelb und/oder Schwarz-Grün eine Mehrheit erreichen würden, galt als unwahrscheinlich, eine Regierung unter SPD-Führung nahezu ausgeschlossen.

## Kampagnen
Impressionen von Wahlkampftouren verschiedener Parteien:

Bundeskanzlerin Angela Merkel und stellvertretender BW-Ministerpräsident Thomas Strobl bei einer CDU-Wahlkampfveranstaltung in Heidelberg (5. September 2017).
Katja Kipping, Die Bundesvorsitzende der Partei DIE LINKE bei ihrer Rede auf einer Wahlkampfveranstaltung auf der Treppenstraße in Kassel (9. September 2017).
Cem Özdemir, der Bundesvorsitzende Bündnis 90/Die Grünen, in Mannheim bei Gespräch zum Publikum (12. September 2017).
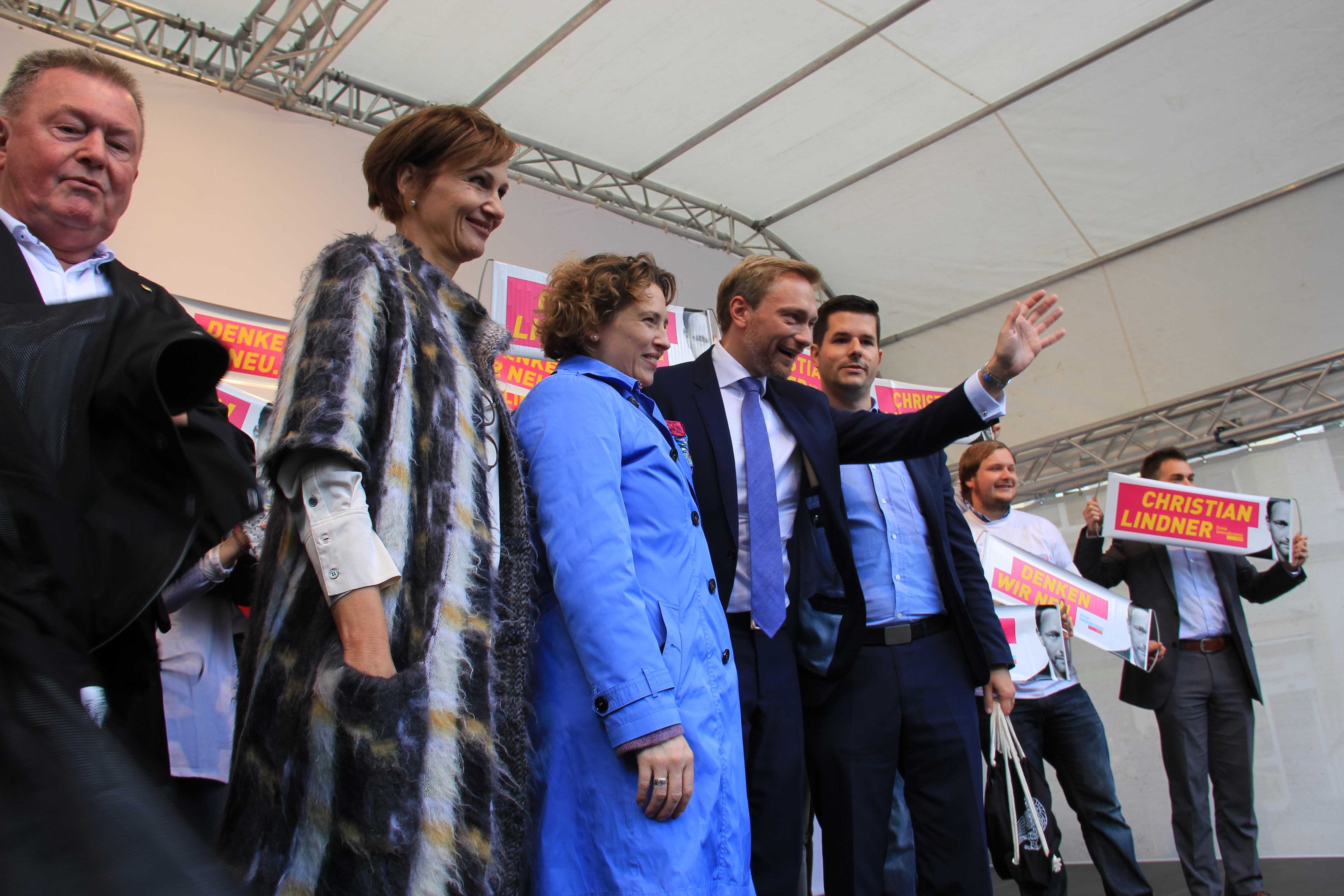
Wahlkampfveranstaltung der FDP auf dem Opernplatz in Kassel unter anderem mit FDP-Generalsekretärin Nicola Beer und Bundesparteivorsitzendem Christian Lindner (12. September 2017).
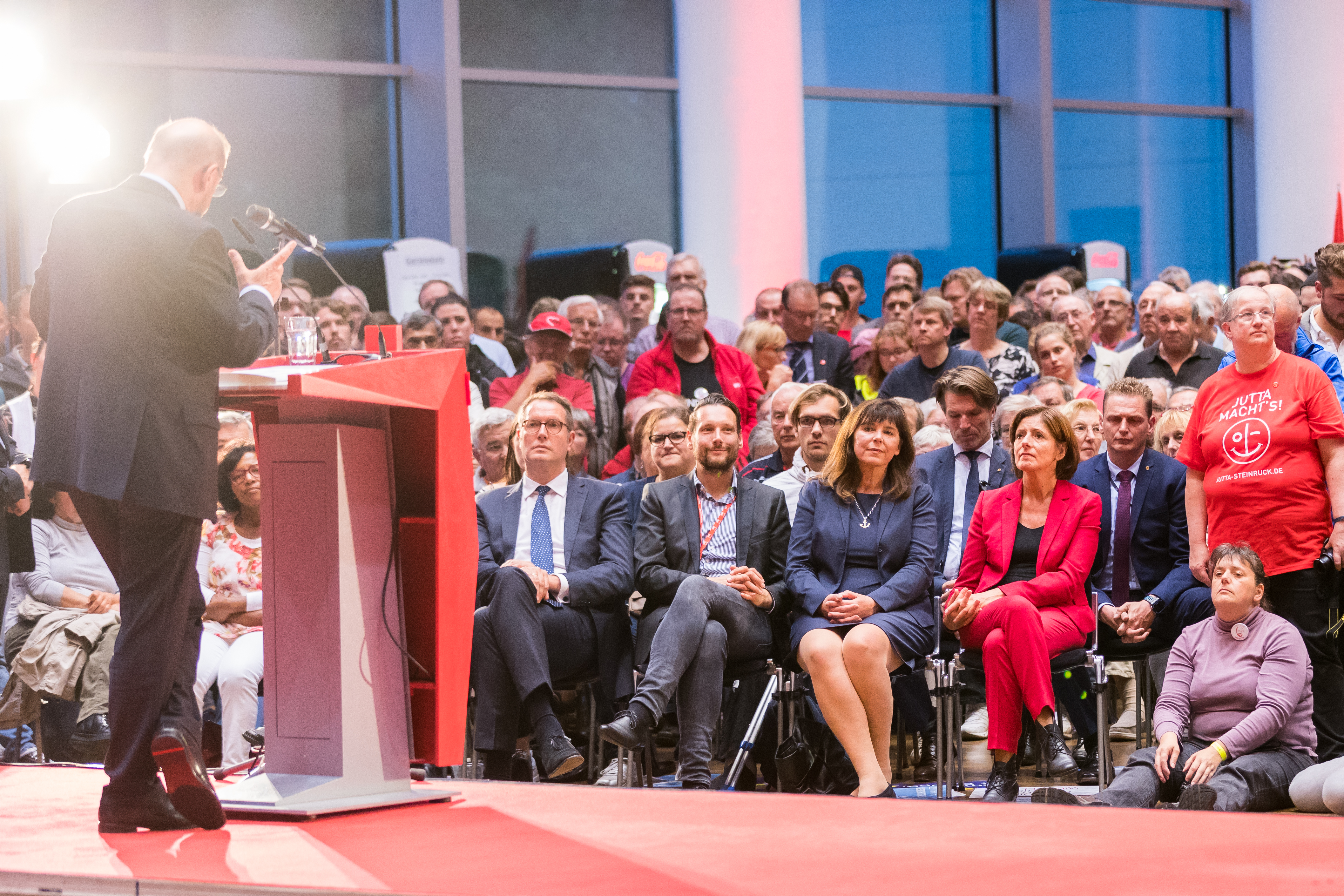
SPD-Bundesvorsitzender und Kanzlerkandidat Martin Schulz bei einer Rede in Ludwigshafen am Rhein (13. September 2017).
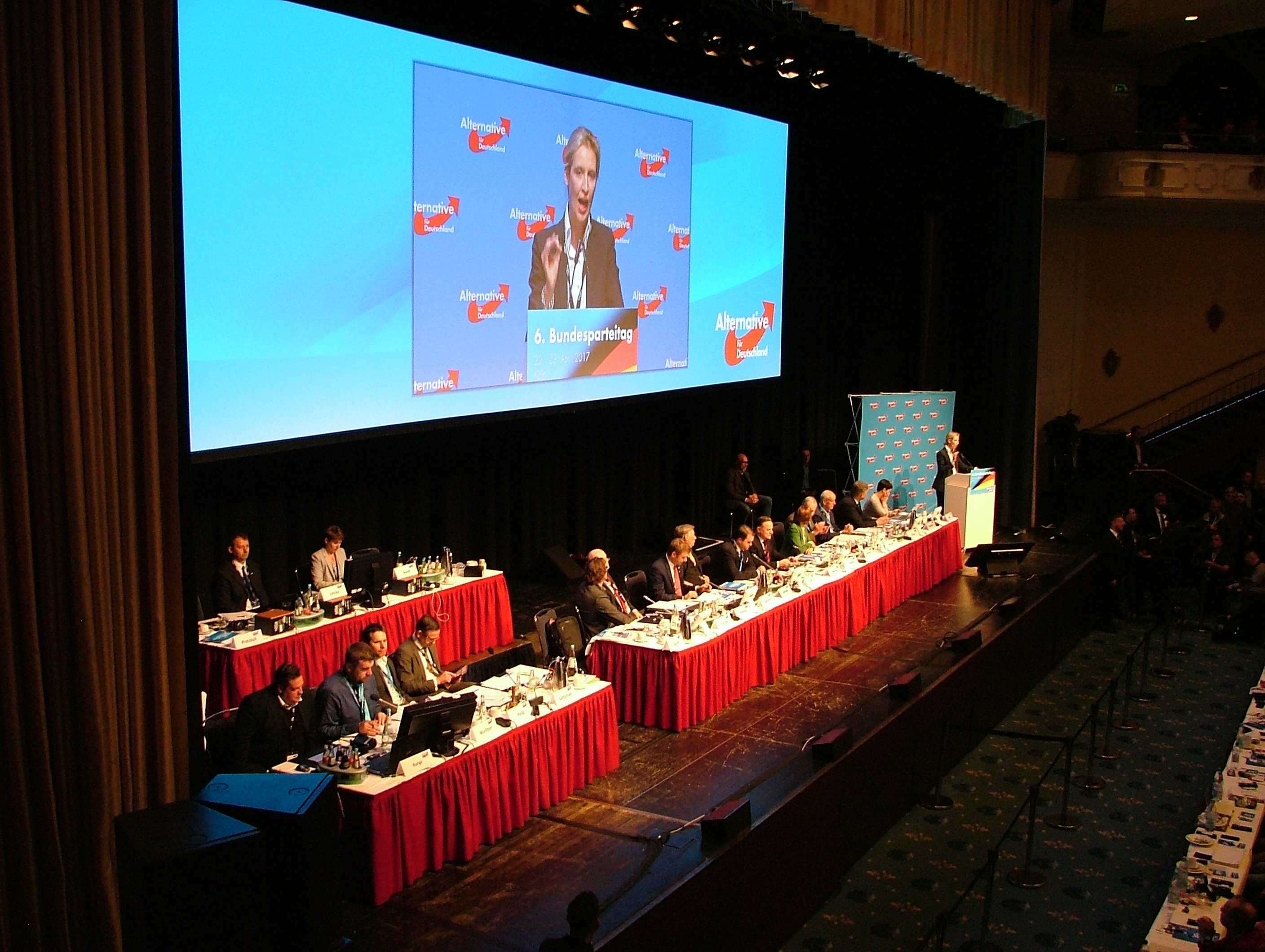
Die AfD gibt sich im April auf dem Bundesparteitag in Köln ihr Wahlprogramm. Außerdem werden die Spitzenkandidaten Alice Weidel (im Bild zu erkennen) und Alexander Gauland gewählt.

## Fernsehformate
Am 30. August 2017 strahlte Sat.1 eine Sendung mit Spitzenvertretern der Grünen, der Linken, der FDP und der AfD aus.
Am 3. September 2017 fand das Fernsehduell zwischen der amtierenden Bundeskanzlerin Angela Merkel und ihrem Herausforderer Martin Schulz statt. Es wurde von Das Erste, ZDF, RTL und Sat.1 gemeinsam ausgerichtet und übertragen. Moderatoren waren Sandra Maischberger, Maybrit Illner, Peter Kloeppel und Claus Strunz. Zunächst war im Unterschied zu 2013 geplant, dass die Moderatorenpaare Illner/Kloeppel und Maischberger/Strunz nacheinander jeweils 45 Minuten lang ihre Fragen stellen. Merkels Team lehnte diese Regelung ab; daraufhin wurden die Kandidaten erneut von allen Moderatoren gemeinsam befragt.
Das ZDF übertrug am 4. September 2017 eine Debatte zwischen Kandidaten der im Bundestag vertretenen kleineren Parteien (CSU, Die Linke und Bündnis 90/Die Grünen). Am 4. September 2017 richtete Das Erste eine Diskussionsrunde mit Spitzenkandidaten der nicht im Fernsehduell vertretenen, in Umfragen aussichtsreich platzierten Parteien (CSU, Die Linke, Bündnis 90/Die Grünen, FDP, AfD) aus.
Das Erste und ZDF richteten am 21. September 2017 eine Diskussionsrunde mit den Spitzenkandidaten aller im Bundestag vertretenen Parteien sowie der FDP und der AfD aus.

## OSZE-Missionen
Auf Empfehlung der OSZE-Institution ODIHR wurde ein dreiköpfiges Expertenteam (Caetana de Zulueta, Marianna Skopa und Dragan Zelic) zur Beobachtung der Bundestagswahl nach Deutschland geschickt. Die Empfehlung beruhte auf Sorgen hinsichtlich der Chancengleichheit im Wahlkampf und auf einer vereinzelt als stigmatisierend empfundenen Berichterstattung der Medien gegenüber nicht im Bundestag vertretenen Parteien.
Zudem gab es eine 56-köpfige Mission der Parlamentarischen Versammlung. Sie bemängelte, dass es keine Vorschrift zur Zählung der angelieferten und übrig gebliebenen Stimmzettel gibt. Kartons mit unausgefüllten Stimmzetteln hätten häufig unbeobachtet herumgestanden.
Insgesamt lief die Wahl laut OSZE transparent und ohne Manipulation ab. Die Beobachter machten aber auch Verbesserungsvorschläge: Da nur knapp 30 % der Kandidaten Frauen seien, schlugen sie für eine fairere Geschlechterverteilung vor, eine gesetzliche Regelung in Betracht zu ziehen. Insbesondere unter den gewählten AfD-Bundestagsabgeordneten lag der Frauenanteil mit 10,6 % deutlich niedriger als bei allen anderen im 19. Bundestag vertretenen Parteien, was insgesamt zum niedrigsten Frauenanteil unter den Abgeordneten seit der Bundestagswahl 1998 führte (siehe Frauenanteile der Bundestagsfraktionen).
In ihrem Abschlussbericht wiesen die Wahlbeobachter auf die Besonderheit hin, dass durch den Verein zur Erhaltung der Rechtsstaatlichkeit und bürgerlichen Freiheiten mit etwa 600.000 Exemplaren der Wochenzeitung Deutschland-Kurier sowie speziell für die Bundestagswahl konzipierten Plakaten und Online-Anzeigen für die AfD geworben wurde. Die OSZE empfahl daher in ihrem Abschlussbericht, zukünftig eine Regulierung von Wahlkampagnen durch Dritte zu erwägen, um Transparenz und Rechenschaftspflicht im Wahlprozess zu gewährleisten.

## Ergebnis

### Gesamtergebnis
| Listen                       | Listen               | Erststimmen | Erststimmen | Erststimmen | Erststimmen | Zweitstimmen | Zweitstimmen | Zweitstimmen | Zweitstimmen | Mandate | Mandate |
| Listen                       | Listen               | Stimmen     | %           | +/-         | Mandate     | Stimmen      | %            | +/-          | Mandate      | Anzahl  | +/-     |
| ---------------------------- | -------------------- | ----------- | ----------- | ----------- | ----------- | ------------ | ------------ | ------------ | ------------ | ------- | ------- |
|                              | CDU                  | 14.030.751  | 30,2        | −7,0        | 185         | 12.447.656   | 26,8         | –7,4         | 15           | 200     | –55     |
|                              | SPD                  | 11.429.231  | 24,6        | −4,8        | 59          | 9.539.381    | 20,5         | –5,2         | 94           | 153     | –40     |
|                              | AfD                  | 5.317.499   | 11,5        | +9,6        | 3           | 5.878.115    | 12,6         | +7,9         | 91           | 94      | +94     |
|                              | FDP                  | 3.249.238   | 7,0         | +4,6        | –           | 4.999.449    | 10,7         | +6,0         | 80           | 80      | +80     |
|                              | Die Linke            | 3.966.637   | 8,6         | +0,3        | 5           | 4.297.270    | 9,2          | +0,6         | 64           | 69      | +5      |
|                              | Grüne                | 3.717.922   | 8,0         | +0,7        | 1           | 4.158.400    | 8,9          | +0,5         | 66           | 67      | +4      |
|                              | CSU                  | 3.255.487   | 7,0         | −1,1        | 46          | 2.869.688    | 6,2          | –1,3         | –            | 46      | –10     |
|                              | Freie Wähler         | 589.056     | 1,3         | +0,3        | –           | 463.292      | 1,0          | ±0,0         | –            | –       | –       |
|                              | Die PARTEI           | 245.659     | 0,5         | +0,4        | –           | 454.349      | 1,0          | +0,8         | –            | –       | –       |
|                              | Tierschutzpartei     | 22.917      | 0,0         | ±0,0        | –           | 374.179      | 0,8          | +0,5         | –            | –       | –       |
|                              | NPD                  | 45.169      | 0,1         | −1,4        | –           | 176.020      | 0,4          | –0,9         | –            | –       | –       |
|                              | Piraten              | 93.196      | 0,2         | −2,0        | –           | 173.476      | 0,4          | −1,8         | –            | –       | –       |
|                              | ÖDP                  | 166.228     | 0,4         | +0,1        | –           | 144.809      | 0,3          | ±0,0         | –            | –       | –       |
|                              | BGE                  | –           | –           | N/A         | –           | 97.539       | 0,2          | N/A          | –            | –       | –       |
|                              | V-Partei³            | 1.204       | 0,0         | N/A         | –           | 64.073       | 0,1          | N/A          | –            | –       | –       |
|                              | DM                   | –           | –           | N/A         | –           | 63.203       | 0,1          | N/A          | –            | –       | –       |
|                              | DiB                  | –           | –           | N/A         | –           | 60.914       | 0,1          | N/A          | –            | –       | –       |
|                              | BP                   | 62.622      | 0,1         | +0,1        | –           | 58.037       | 0,1          | ±0,0         | –            | –       | –       |
|                              | AD–Demokraten        | –           | –           | N/A         | –           | 41.251       | 0,1          | N/A          | –            | –       | –       |
|                              | Tierschutzallianz    | 6.114       | 0,0         | N/A         | –           | 32.221       | 0,1          | N/A          | –            | –       | –       |
|                              | MLPD                 | 35.760      | 0,1         | +0,1        | –           | 29.785       | 0,1          | ±0,0         | –            | –       | –       |
|                              | Gesundheitsforschung | 1.537       | 0,0         | ±0,0        | –           | 23.404       | 0,1          | ±0,0         | –            | –       | –       |
|                              | DKP                  | 7.517       | 0,0         | ±0,0        | –           | 11.558       | 0,0          | ±0,0         | –            | –       | –       |
|                              | Menschliche Welt     | 2.205       | 0,0         | N/A         | –           | 11.661       | 0,0          | N/A          | –            | –       | –       |
|                              | Die Grauen           | 4.300       | 0,0         | N/A         | –           | 10.009       | 0,0          | N/A          | –            | –       | –       |
|                              | Volksabstimmung      | 6.316       | 0,0         | ±0,0        | –           | 9.631        | 0,0          | –0,1         | –            | –       | –       |
|                              | BüSo                 | 15.960      | 0,0         | ±0,0        | –           | 6.693        | 0,0          | ±0,0         | –            | –       | –       |
|                              | Die Humanisten       | –           | –           | N/A         | –           | 5.991        | 0,0          | N/A          | –            | –       | –       |
|                              | MG                   | 2.570       | 0,0         | N/A         | –           | 5.617        | 0,0          | N/A          | –            | –       | –       |
|                              | du.                  | 772         | 0,0         | N/A         | –           | 3.032        | 0,0          | N/A          | –            | –       | –       |
|                              | Die Rechte           | 1.142       | 0,0         | ±0,0        | –           | 2.054        | 0,0          | ±0,0         | –            | –       | –       |
|                              | SGP                  | 903         | 0,0         | ±0,0        | –           | 1.291        | 0,0          | ±0,0         | –            | –       | –       |
|                              | Bergpartei           | 672         | 0,0         | ±0,0        | –           | 911          | 0,0          | ±0,0         | –            | –       | –       |
|                              | PDV                  | 242         | 0,0         | ±0,0        | –           | 533          | 0,0          | –0,1         | –            | –       | –       |
|                              | Unabhängige          | 2.458       | 0,0         | ±0,0        | –           | –            | –            | ±0,0         | –            | –       | –       |
|                              | Die Violetten        | 2.176       | 0,0         | ±0,0        | –           | –            | –            | ±0,0         | –            | –       | –       |
|                              | Bündnis C            | 1.717       | 0,0         | N/A         | –           | –            | –            | N/A          | –            | –       | –       |
|                              | Mieterpartei         | 1.352       | 0,0         | N/A         | –           | –            | –            | N/A          | –            | –       | –       |
|                              | Neue Liberale        | 884         | 0,0         | N/A         | –           | –            | –            | N/A          | –            | –       | –       |
|                              | Familie              | 506         | 0,0         | ±0,0        | –           | –            | –            | ±0,0         | –            | –       | –       |
|                              | Die Frauen           | 439         | 0,0         | ±0,0        | –           | –            | –            | ±0,0         | –            | –       | –       |
|                              | Die Einheit          | 371         | 0,0         | N/A         | –           | –            | –            | N/A          | –            | –       | –       |
|                              | Übrige               | 100.889     | 0,2         | ±0,0        | –           | –            | –            | –            | –            | –       | –       |
| Gesamt                       | Gesamt               | 46.389.615  | 100         |             | 299         | 46.515.492   | 100          |              | 410          | 709     | +78     |
|                              |                      |             |             |             |             |              |              |              |              |         |         |
| Ungültige Stimmen            | Ungültige Stimmen    | 586.726     | 1,2         | –0,3        |             | 460.849      | 1,0          | –0,3         |              |         |         |
| Wähler                       | Wähler               | 46.976.341  | 76,2        | +4,6        |             | 46.976.341   | 76,2         | +4,6         |              |         |         |
| Wahlberechtigte              | Wahlberechtigte      | 61.688.485  |             |             |             | 61.688.485   |              |              |              |         |         |
|                              |                      |             |             |             |             |              |              |              |              |         |         |
| Quelle: Der Bundeswahlleiter |                      |             |             |             |             |              |              |              |              |         |         |

### Ergebnis nach Bundesländern
Eingefärbt ist jeweils, auf welche Partei der höchste Erst- bzw. Zweitstimmenanteil des Bundeslandes entfiel.
| Bundesland             | Wahl- berechtigte | Wähler     | Wahl- beteiligung | CDU/CSU | CDU/CSU | SPD  | SPD   | AfD  | AfD   | FDP  | FDP   | Linke | Linke | Grüne | Grüne | Sonstige | Sonstige |
| Bundesland             | Wahl- berechtigte | Wähler     | Wahl- beteiligung | Erst    | Zweit   | Erst | Zweit | Erst | Zweit | Erst | Zweit | Erst  | Zweit | Erst  | Zweit | Erst     | Zweit    |
| ---------------------- | ----------------- | ---------- | ----------------- | ------- | ------- | ---- | ----- | ---- | ----- | ---- | ----- | ----- | ----- | ----- | ----- | -------- | -------- |
| Baden-Württemberg      | 07.732.597        | 06.053.943 | 78,3              | 39,3    | 34,4    | 19,5 | 16,4  | 11,5 | 12,2  | 8,7  | 12,7  | 5,4   | 6,4   | 13,4  | 13,5  | 2,2      | 4,5      |
| Bayern                 | 09.522.371        | 07.441.006 | 78,1              | 44,2    | 38,8    | 18,1 | 15,3  | 10,5 | 12,4  | 6,5  | 10,2  | 5,2   | 6,1   | 9,0   | 9,8   | 6,5      | 7,5      |
| Berlin                 | 02.503.070        | 01.892.134 | 75,6              | 24,7    | 22,7    | 21,0 | 17,9  | 11,4 | 12,0  | 5,6  | 8,9   | 20,2  | 18,8  | 12,4  | 12,6  | 4,7      | 7,1      |
| Brandenburg            | 02.051.559        | 01.512.145 | 73,7              | 29,0    | 26,7    | 20,5 | 17,6  | 19,4 | 20,2  | 5,1  | 7,1   | 17,2  | 17,2  | 4,5   | 5,0   | 4,2      | 6,3      |
| Bremen                 | 00.474.151        | 00.335.919 | 70,8              | 24,5    | 25,1    | 31,7 | 26,8  | 9,4  | 10,0  | 9,2  | 9,3   | 12,0  | 13,4  | 10,1  | 11,1  | 3,1      | 4,3      |
| Hamburg                | 01.296.656        | 00.984.926 | 76,0              | 28,5    | 27,2    | 32,0 | 23,5  | 7,3  | 7,8   | 7,1  | 10,8  | 10,8  | 12,2  | 11,7  | 13,9  | 2,6      | 4,5      |
| Hessen                 | 04.408.986        | 03.395.441 | 77,0              | 35,4    | 30,9    | 29,2 | 23,5  | 11,2 | 11,9  | 7,1  | 11,5  | 6,6   | 8,1   | 8,1   | 9,7   | 2,4      | 4,4      |
| Mecklenburg-Vorpommern | 01.324.614        | 00.938.587 | 70,9              | 34,2    | 33,1    | 17,4 | 15,1  | 18,2 | 18,6  | 4,7  | 6,2   | 18,5  | 17,8  | 3,6   | 4,3   | 3,4      | 4,9      |
| Niedersachsen          | 06.124.582        | 04.681.871 | 76,4              | 38,3    | 34,9    | 33,6 | 27,4  | 8,0  | 9,1   | 5,7  | 9,3   | 5,9   | 7,0   | 7,2   | 8,7   | 1,3      | 3,6      |
| Nordrhein-Westfalen    | 13.174.577        | 09.938.461 | 75,4              | 38,3    | 32,6    | 31,3 | 26,0  | 8,1  | 9,4   | 8,0  | 13,1  | 6,4   | 7,5   | 6,5   | 7,6   | 1,3      | 3,8      |
| Rheinland-Pfalz        | 03.080.591        | 02.392.093 | 77,7              | 39,6    | 35,9    | 28,8 | 24,1  | 9,5  | 11,2  | 6,9  | 10,4  | 5,7   | 6,8   | 6,0   | 7,6   | 3,6      | 3,9      |
| Saarland               | 00.777.264        | 00.595.411 | 76,6              | 36,2    | 32,4    | 31,5 | 27,1  | 9,3  | 10,1  | 4,7  | 7,6   | 11,2  | 12,9  | 4,5   | 6,0   | 2,6      | 3,9      |
| Sachsen                | 03.329.550        | 02.509.684 | 75,4              | 30,6    | 26,9    | 11,7 | 10,5  | 25,4 | 27,0  | 6,7  | 8,2   | 17,5  | 16,1  | 4,5   | 4,6   | 3,5      | 6,7      |
| Sachsen-Anhalt         | 01.854.891        | 01.263.474 | 68,1              | 32,4    | 30,3    | 17,2 | 15,2  | 16,9 | 19,6  | 6,5  | 7,8   | 19,2  | 17,7  | 3,1   | 3,7   | 4,6      | 5,7      |
| Schleswig-Holstein     | 02.266.012        | 01.729.194 | 76,3              | 39,8    | 34,0    | 28,8 | 23,3  | 7,5  | 8,2   | 7,7  | 12,6  | 5,3   | 7,3   | 9,6   | 12,0  | 1,3      | 2,7      |
| Thüringen              | 01.767.014        | 01.312.052 | 74,3              | 31,6    | 28,8    | 14,6 | 13,2  | 22,5 | 22,7  | 5,5  | 7,8   | 17,6  | 16,9  | 3,6   | 4,1   | 4,5      | 6,5      |

### Ergebnisse nach Wahlkreisen
- Erststimmenmehrheiten in den Wahlkreisen
  - CDU: 185
  - SPD: 59
  - CSU: 46
  - Linke: 5
  - AfD: 3
  - Grüne: 1
- Zweitstimmenmehrheiten in den Wahlkreisen
  - CDU: 210
  - CSU: 46
  - SPD: 29
  - AfD: 7
  - Linke: 7

Erststimmenmehrheiten in den Wahlkreisen CDU: 185 SPD: 59 CSU: 46 Linke: 5 AfD: 3 Grüne: 1
Zweitstimmenmehrheiten in den Wahlkreisen CDU: 210 CSU: 46 SPD: 29 AfD: 7 Linke: 7
Wahlbeteiligung in den Wahlkreisen

- Den höchsten Erststimmenanteil erreichte mit 57,7 % die CDU-Bewerberin im Wahlkreis Cloppenburg – Vechta, Silvia Breher.[64]
- Mit dem niedrigsten Stimmenanteil wurde Eva Högl von der SPD in Berlin-Mitte gewählt, sie erhielt 23,5 % der Erststimmen.
- Mit dem knappsten Vorsprung hat sich Jens Torbjörn Kartes im Wahlkreis Ludwigshafen/Frankenthal durchgesetzt. Der CDU-Bewerber gewann mit 0,3 Prozentpunkten bzw. 444 Stimmen Differenz auf die SPD-Bewerberin, im Gegensatz zu Stephan Mayer von der CSU, der in Altötting mit 41,4 Prozentpunkten bzw. 51.988 Stimmen Vorsprung auf den AfD-Kandidaten gewann, was den größten Vorsprung darstellt.[65]
- Der größte Abstand zwischen Erst- und Zweitstimme lag mit 14,7 Prozentpunkten im Wahlkreis Berlin-Treptow – Köpenick. Gregor Gysi erhielt hier 39,9 % der Erststimmen, während seine Partei Die Linke hier nur 25,2 % der Zweitstimmen erhielt.[65]
- Die größte Wahlbeteiligung war mit 84,3 % im Wahlkreis München-Land zu verzeichnen, die niedrigste mit 64,8 % in Duisburg II.[65]

### Zweitstimmenanteil der Parteien nach Wahlkreisen
Die folgenden Karten zeigen, mit welchem Zweitstimmenergebnis die in den Bundestag eingezogenen Parteien in den Wahlkreisen abgeschnitten haben.

CDU/CSU 13,9 – 25 % > 25 – 30 % > 30 – 35 % > 35 – 40 % > 40 – 53,1 %
SPD
AfD
FDP
Die Linke
Grüne

- SPD
7,8 – 15 %
> 15 – 20 %
> 20 – 25 %
> 25 – 30 %
> 30 – 37,8 %
- AfD
4,9 – 10 %
> 10 – 15 %
> 15 – 20 %
> 20 – 25 %
> 25 – 35,5 %
- FDP
5,3 – 9 %
> 9 – 11 %
> 11 – 13 %
> 13 – 15 %
> 15 – 19,7 %
- Die Linke
4,2 – 7,5 %
> 7,5 – 10 %
> 10 – 15 %
> 15 – 20 %
> 20 – 29,3 %
- Grüne
2,2 – 5 %
> 5 – 8 %
> 8 – 11 %
> 11 – 14 %
> 14 – 21,2 %

### Gewählte Personen
Für eine Liste der gewählten Personen siehe die Liste der Mitglieder des Deutschen Bundestages (19. Wahlperiode).

## Nach der Wahl

### Rechtsvorschriften
Das Parlament muss innerhalb von 30 Tagen nach der Wahl zu einer konstituierenden Sitzung zusammentreffen. Der letztmögliche und schlussendlich gewählte Termin war der 24. Oktober 2017. Mit dem Zusammentritt des neuen Bundestags endete die alte Wahlperiode (Art. 39 Abs. 1 GG) und die Amtszeit der Bundesregierung (Art. 69 Abs. 2 GG). Solange keine neue Regierung vereidigt ist, bleibt die bisherige geschäftsführend im Amt (Art. 69 Abs. 3 GG).

### Regierungsbildung
| In Betracht gezogene Koalitionen  | Sitze |
| --------------------------------- | ----- |
| Sitze gesamt                      | 709   |
| Absolute Mehrheit (ab 355 Sitzen) |       |
| Union, SPD                        | 399   |
| Union, FDP, Grüne                 | 393   |

Die SPD kündigte noch am Wahlabend an, nicht für eine Große Koalition mit der Union zur Verfügung zu stehen, sondern in die Opposition zu gehen. Die einzige Koalitionsoption, die zuvor nicht ausgeschlossen worden war, war somit eine Jamaika-Koalition aus den vier Parteien CDU, CSU, FDP und Bündnis 90/Die Grünen.
Nach vierwöchigen Sondierungsgesprächen zur Bildung einer Jamaika-Koalition erklärte der Parteivorsitzende der FDP, Christian Lindner, am 19. November 2017 die Verhandlungen für gescheitert.
Bundespräsident Frank-Walter Steinmeier führte daraufhin intensive Gespräche mit den Parteispitzen und erinnerte die gewählten Bundestagsabgeordneten nachdrücklich an die Verpflichtung zum Gemeinwohl und zur Regierungsbildung.
Das Verfahren zur Wahl des Bundeskanzlers kann nach Art. 63 Abs. 1 GG nur mit einem Vorschlag des Bundespräsidenten begonnen werden.
Es kam in der Folge zu Sondierungsgesprächen zwischen CDU, CSU und SPD, die am 12. Januar 2018 mit Vorlage eines 28-seitigen Papiers abgeschlossen wurden. Am 21. Januar stimmten auf einem Sonderparteitag der SPD in Bonn 56,4 Prozent der Delegierten für die Aufnahme von Koalitionsverhandlungen mit den Unionsparteien. Nach Abschluss der Verhandlungen Anfang Februar wurde über das Verhandlungsergebnis mit einem Mitgliedervotum der SPD zum Koalitionsvertrag entschieden. Am 7. Februar 2018 einigten sich Union und SPD auf einen Koalitionsvertrag.
Am 26. Februar 2018 stimmte die CDU auf einem Parteitag für eine Neuauflage der Großen Koalition, am 4. März 2018 wurde bekanntgegeben, dass 66 % der teilnehmenden SPD-Mitglieder dem Koalitionsvertrag der 19. Wahlperiode des Bundestages zugestimmt hatten.
Am 14. März 2018 wurde Angela Merkel erneut zur Bundeskanzlerin gewählt und das neue Kabinett vereidigt.